# シナリオのないライフ
「シナリオのないライフ」は、Chicago Poodleのシングル。2014年2月5日、GIZA studioから発売された。

## 内容
表題曲はTBS系「ひるおび!」及びテレビ金沢「花のテレ金ちゃん」2月度エンディング・テーマ。プロモーションビデオではPVは学校卒業後に別々の道を歩む男女の人生をボードゲームに例えた内容で、映像には楽曲のポジティブな歌詞も散りばめられている。

## 収録曲
全曲作曲：花沢耕太
1. シナリオのないライフ
作詞：山口教仁・+DN　編曲：Chicago Poodle
2. Endless Journey
作詞：山口教仁　編曲：岩倉さとし
3. おやすみ
作詞：山口教仁　編曲：Chicago Poodle